# Биуретовый метод
Биуретовый метод — один из колориметрических методов количественного определения белков в растворе. Разработан в 1949 году Горналлом, Бардавиллом и Дэвидом, ныне мало используется в биохимической лабораторной практике (за исключением медицинских анализов на белок) из-за низкой чувствительности.

## Принцип
Основан на образовании биуретового комплекса (имеет фиолетовый цвет) пептидных связей белков с двухвалентными ионами меди. В методе используют т. н. биуретовый реактив, состоящий из KOH, CuSO4 и цитрата натрия (или тартрата натрия). В образовавшемся комплексе медь связана с 4 азотами координационными связями, а с 2 кислородами — электростатическими. Полноценный комплекс образуется лишь с пептидами, состоящими более чем из 4 остатков. Оптическую плотность раствора (прямо пропорциональную концентрации пептида) определяют при 540—560 нм.
К достоинствам метода стоит отнести его низкую чувствительность к посторонним веществам, невысокую погрешность.
Чувствительность метода — 2-10 мг/мл.

## Другие методы
- Биуретовая реакция
- Микробиуретовый метод
- Метод Лоури
- Метод Бредфорда